# 小槻盛仲
小槻 盛仲（おつき の もりなか、生年不詳 - 保安3年4月5日（1122年5月12日））は、平安時代後期の貴族。左大史・小槻祐俊の養子。実は三善国信の次男。官位は正五位下・内匠頭。

## 経歴
白河院政期初頭の寛治元年（1087年）ごろ右大史次いで左大史を務め、寛治2年（1088年）従五位下に叙爵する。
その後、官史を離れるが、算博士を経て、康和5年（1103年）小槻祐俊から嫡子の忠兼を差し置いて養子であった盛仲に対して大夫史が譲られる。この際に通常の手続きとは異なって祐俊は辞表を提出しておらず、これをもって小槻氏による大夫史の世襲の始まりともされる。
その後、約20年に亘って左大史を務める傍らで、算博士・修理右宮城判官・内匠頭などを兼ね、長治元年（1104年）従五位上、天永2年（1111年）正五位下と昇進した。また、摂政・藤原忠実や権大納言・藤原宗通の政所家司も務めた。
保安3年（1122年）正月に実弟の小槻政重に大夫史を譲り、同年4月5日に卒去。

## 官歴
『官史補任』による。
- 時期不詳：正六位上
- 寛治元年（1087年） 6月22日：見右大史[6]
- 寛治2年（1088年） 12月14日：従五位下[7]、見左大史[6]
- 康和3年（1101年） 4月：算博士[8]
- 康和5年（1103年） 2月30日：左大史（父祐俊譲任）[9]
- 長治元年（1104年） 2月27日：従五位上[10]
- 嘉祥元年（1106年） 5月25日：見左大史兼算博士能登介[11]
- 嘉祥2年（1107年） 正月：兼土佐権介[12]
- 天永2年（1111年） 2月14日：正五位下（御遊行事賞）[10]
- 永久2年（1114年） 11月26日：見修理右宮城判官[13]
- 永久4年（1116年） 7月12日：見兼播磨守[14]
- 永久5年（1117年） 10月13日：見内匠頭兼越後介[15]
- 保安元年（1120年） 3月6日：見内匠頭兼越前介[16]
- 保安2年（1121年） 正月19日：見修理右宮城判官正五位下内匠頭兼左大史算博士越前介[17]
- 保安3年（1122年） 4月5日：卒去[18]

## 系譜
- 父：三善国信
- 母：不詳
- 養父：小槻祐俊（?-1114）
- 養子：小槻政重（1094-1144） - 実弟